# Rolf Krickow
Rolf Krickow (* 29. April 1921 in Leipzig-Paunsdorf; † 14. März 2003 in Berlin) war ein deutscher Rundfunkmoderator und Redakteur.

## Leben
Krickow, dessen Vater eine kleine Druckerei betrieb, absolvierte nach dem König-Albert-Gymnasium gegenüber der Kongresshalle am Leipziger Zoo eine kaufmännische Lehre im Papierhaus F.A. Wölbing. Daneben nahm er ab dem 16. Lebensjahr Gesangsunterricht und spielte Klavier mit acht Jahren.
Mit Internierung und sowjetischer Gefangenschaft war Krickow als Soldat der Wehrmacht zehn Jahre im Zweiten Weltkrieg. Nach seiner Spätheimkehr 1949 arbeitete er von 1951 an bis zur Abwicklung zum 31. Dezember 1991 beim Rundfunk der DDR. Gemeinsam mit Horst Lehn (1926–1993) gestaltete Rolf Krickow große Unterhaltungssendungen wie Per Draht gefragt und wurde zum geistigen Vater der legendären Hörfunk- und späteren Fernsehsendung Da lacht der Bär.
Krickow gründete 1963 die Reihe der Berolina Konzerte und moderierte sie mehr als 160 Mal, oft als Doppelveranstaltung, um der Nachfrage gerecht zu werden. Dort gab unter anderen der Counter-Tenor Jochen Kowalski sein Debüt.
Populär waren auch die Theatersendungen Krickows, darunter Lampenfieber bzw. So ein Theater (sonntags jeweils 11.00 bis 13.00 Uhr im Berliner Rundfunk), in der alle Bühnen der DDR und deren Ensembles vorgestellt wurden. Auch hierbei erkannte und förderte er Gesangstalente, für die unter anderen Namen wie der Dresdner Bassist René Pape oder auch die Sopranisten Dagmar Schellenberger stehen.
Mit dem von ihm entwickelten 90-minütigen Livegespräch Abends in der Möwe etablierte er das erste Talkformat des DDR-Hörfunks und stellte dabei über 400 Persönlichkeiten vor, darunter: Ursula Karusseit, Siegfried Matthus, Reiner Süß, Manfred Krug, Angelica Domröse, Wolf Kaiser, Alexander Lang, Celestina Casapietra, Armin Mueller-Stahl, Hans Pischner, Gerhard Wolfram, Markus Wolf, Albert Hetterle, Franz Loeser, Kurt Sanderling, Ulrich Thein, Karl Hermann Roehricht, Manfred Wekwerth oder Helga Hahnemann.
Als Nachfolger von Marianne Wünscher war Rolf Krickow lange Jahre Präsident des Ost-Berliner Künstlerklubs Die Möwe.
1981 erhielt er den Vaterländischen Verdienstorden in Bronze.